# Латвійська вулиця (Київ, Московський район)
Латві́́йська ву́лиця — зникла вулиця, що існувала в Московському районі (нині — Голосіївському) міста Києва, місцевість Саперна слобідка. Пролягала від Феодосійської вулиці до Стратегічного шосе.

## Історія
Вулиця виникла на початку XX століття під назвою (2-га) Іванівська. Назву Латвійська вулиця набула 1955 року. 
Ліквідована у зв'язку зі знесенням частини малоповерхової забудови в 1980-х роках.
З 2022 року існує Латвійська вулиця в Деснянському районі.